# Frédéric de Waldeck-Pyrmont
Frédéric de Waldeck-Pyrmont, né le 20 janvier 1865 à Bad Arolsen, où il est mort le 26 mai 1946, est le dernier prince de Waldeck-Pyrmont, de 1893 à 1918.

## Biographie
Né à Bad Arolsen, Frédéric-Adolphe-Hermann est le fils aîné du prince Georges-Victor de Waldeck-Pyrmont et de son épouse Hélène de Nassau et le frère cadet de la reine consort des Pays-Bas Emma de Waldeck-Pyrmont. Il succède à son père à la tête de la principauté à la mort de ce dernier, le 12 mai 1893.
Comme les autres souverains d'Allemagne, Frédéric doit abdiquer le 13 novembre 1918, alors que l'ensemble des princes du Reich doivent abandonner le pouvoir les uns après les autres.

## Mariage et descendance
Le 9 août 1895, Frédéric se marie à Náchod avec la princesse Bathilde de Schaumbourg-Lippe (1873-1962), fille du prince Guillaume de Schaumbourg-Lippe et de Bathilde d'Anhalt-Dessau. Ils ont quatre enfants :
- Josias (13 mai 1896 – 30 novembre 1967), épouse en 1922 Altburg d'Oldenbourg ;
- Maximilien (13 septembre 1898 – 23 février 1981) ;
- Hélène (22 décembre 1899 – 18 février 1948), épouse en 1921 Nicolas d'Oldenbourg ;
- Georges (10 mars 1902 – 14 novembre 1971).